# 新兴铸管
新興鑄管股份有限公司，新興鑄管股份，新興鑄管（英語：Xinxing Ductile Iron Pipes Co.,Ltd，深交所：000778），於1971年創立當時名為「三线军队钢铁厂」，現時為新興際華集團有限公司旗下。
現時業務在中國內地經營生產及銷售离心球墨铸铁管、钢格板等產品，而股份則在1997年6月6日於深圳證券交易所上市。
總部位於河北省武安市新兴铸管工业区，而董事長為张同波，總經理為何齐书。